# Orobanche palaestina
Orobanche palaestina är en snyltrotsväxtart som beskrevs av Reuter. Orobanche palaestina ingår i släktet snyltrötter, och familjen snyltrotsväxter. Inga underarter finns listade i Catalogue of Life.